# Магістрат

Сучасний вигляд будинку, в якому містився магістрат Житомира, фото листопаду 2008 р.

Магістра́т, маґістрат — у XIII—XIX ст. узагальнена назва (за магдебурзьким правом) органів станового міщанського самоврядування і суду в деяких європейських державах (зокрема, й в Україні)

## У Німеччині
За саксонською традицією, суд складався із пожиттєво обраних присяжних — шефенів і голови — фогта (нім. -Vogt, пол. -Wójt, укр. -Війт), а до самоврядування входили ратмани (нім. Ratsmänner), яких очолював бурмістр (нім. Bürgermeister) або двоє бурмістрів.

## В Україні
Докладніше: Магдебурзьке право

## У Речі Посполитій
У Литві, Польщі та в руських (українських) містах, що дістали магдебурзьке право, а також у деяких західноєвропейських країнах — орган міського самоврядування; муніципалітет. Відав адміністративними, господарськими, фінансовими, поліцейськими та судовими справами. У складі М. були війт (очолював М.), його помічники (бурмістри), райці (радники) і лавники (засідателі). В західному регіоні, зокрема у Львові, М. існували протягом 1356—80-х рр — 18 ст. В містах Правобережної України-Русі М. виникли в 15—17 ст., в більшості міст Лівобережжя (Стародуб, Чернігів та ін.) — у 1-й пол. 17 ст.

## У Російській імперії
На території Слобідської України магістрати встановилися 1724 р. У 1785 р. на Лівобережній Україні у зв'язку зі створенням міських дум у магістратах залишилися головним чином судові функції. Повсюдно в містах України магістрати були поступово ліквідовані, починаючи з 1860-х років у ході здійснення судової реформи. 

## В Англії й Франції
- У Великій Британії та Франції — судовий орган.